# Oroszország diplomáciai misszióinak listája

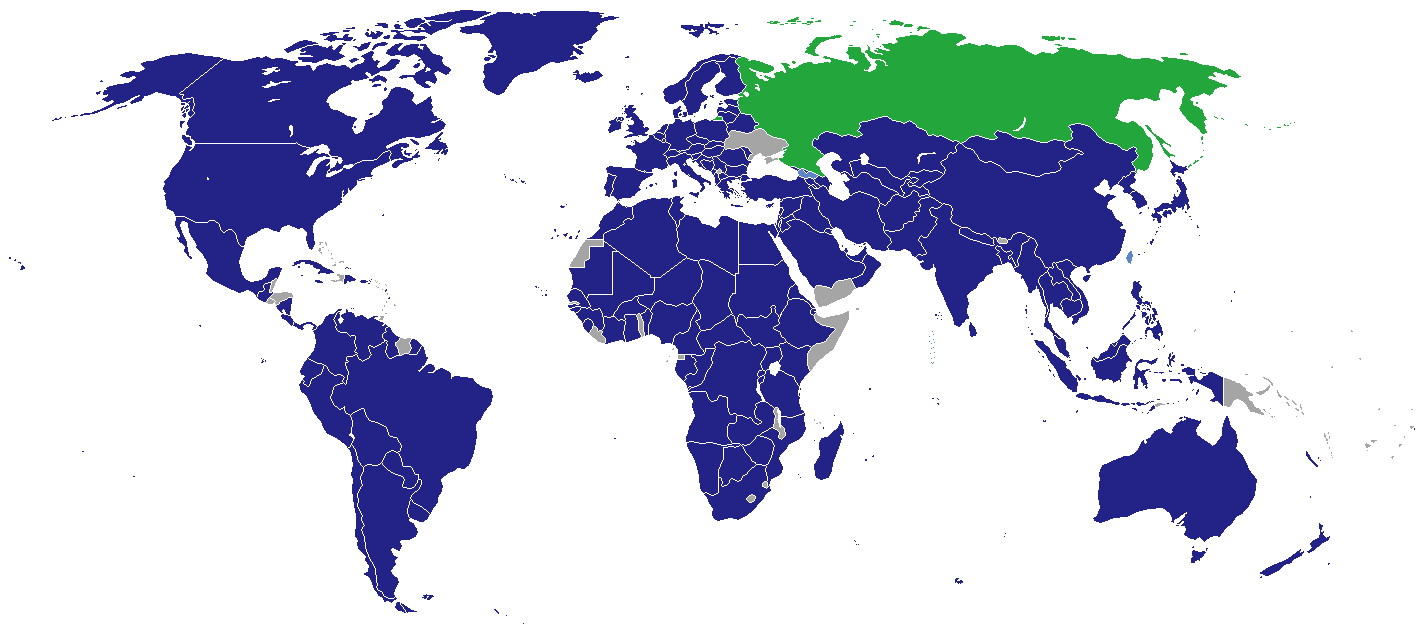
Országok (kékkel), ahol orosz képviselet található

Oroszország diplomáciai misszióinak listája tartalmazza a orosz kormány által nemzetközi szerződések alapján létrehozott nagykövetségeket, követségeket, főkonzulátusokat, konzulátusokat, alkonzulátusokat és képviseleti irodákat. Nem tartalmazza azonban a tiszteletbeli konzulokat. Tartalmazza azokat a reprezentatív képviseleteket is, melyeket Oroszország a nemzetközi szervezetekhez delegált. Amennyiben valamelyik képviseletnek van Wikipédia szócikke, úgy azt jelöljük.

## Európa

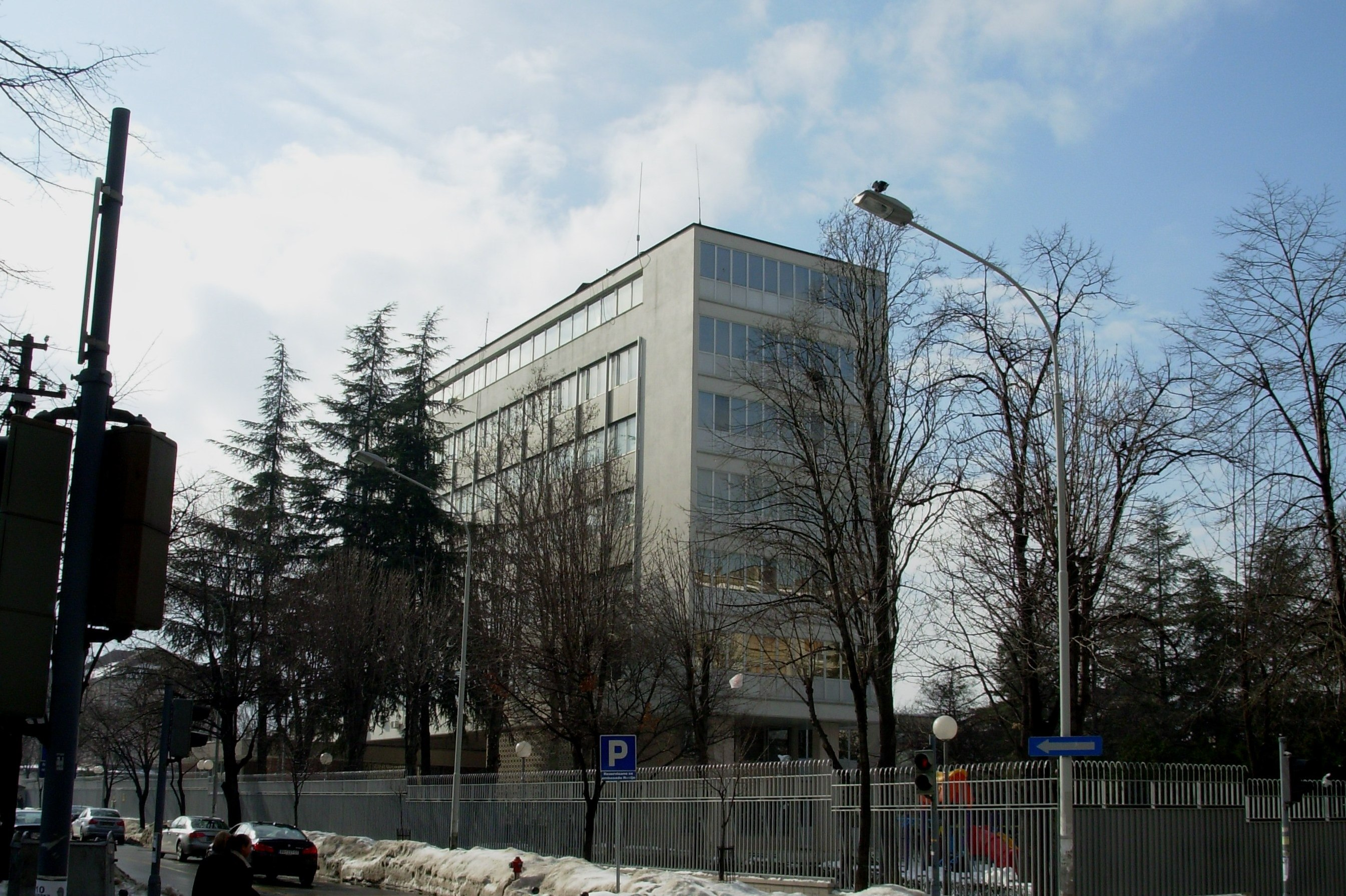
Nagykövetség Belgrádban

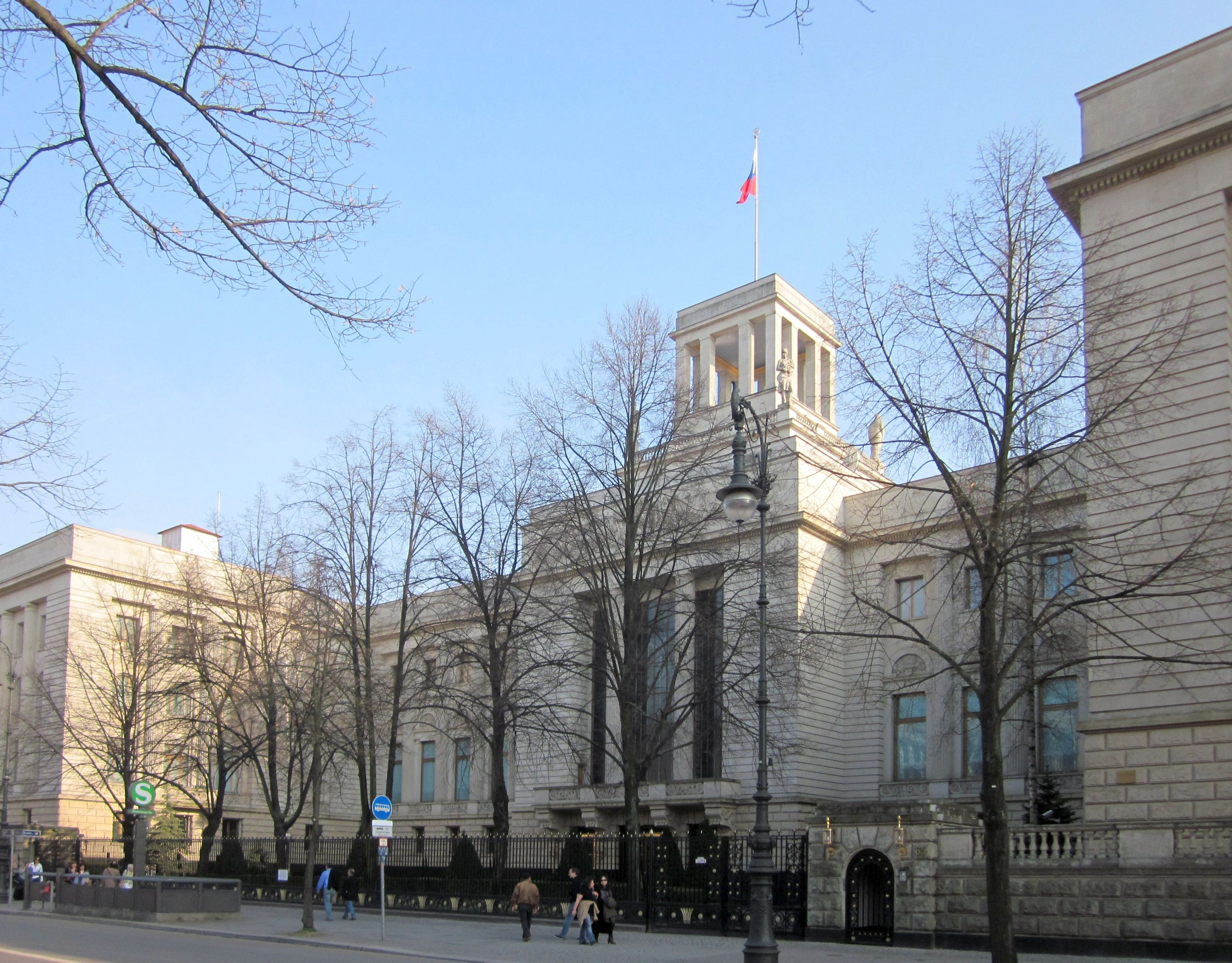
Oroszország berlini nagykövetsége

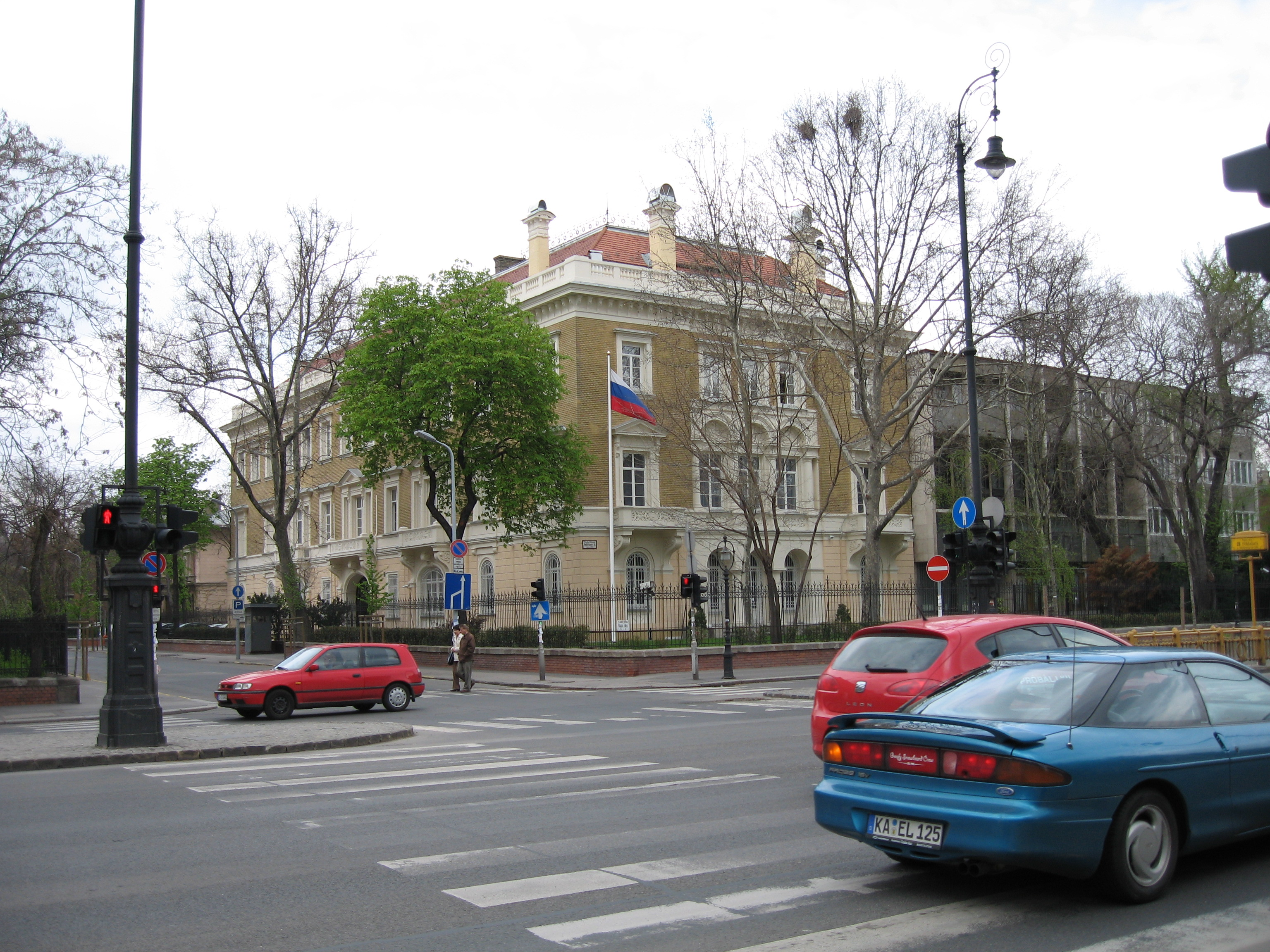
Oroszország budapesti nagykövetsége

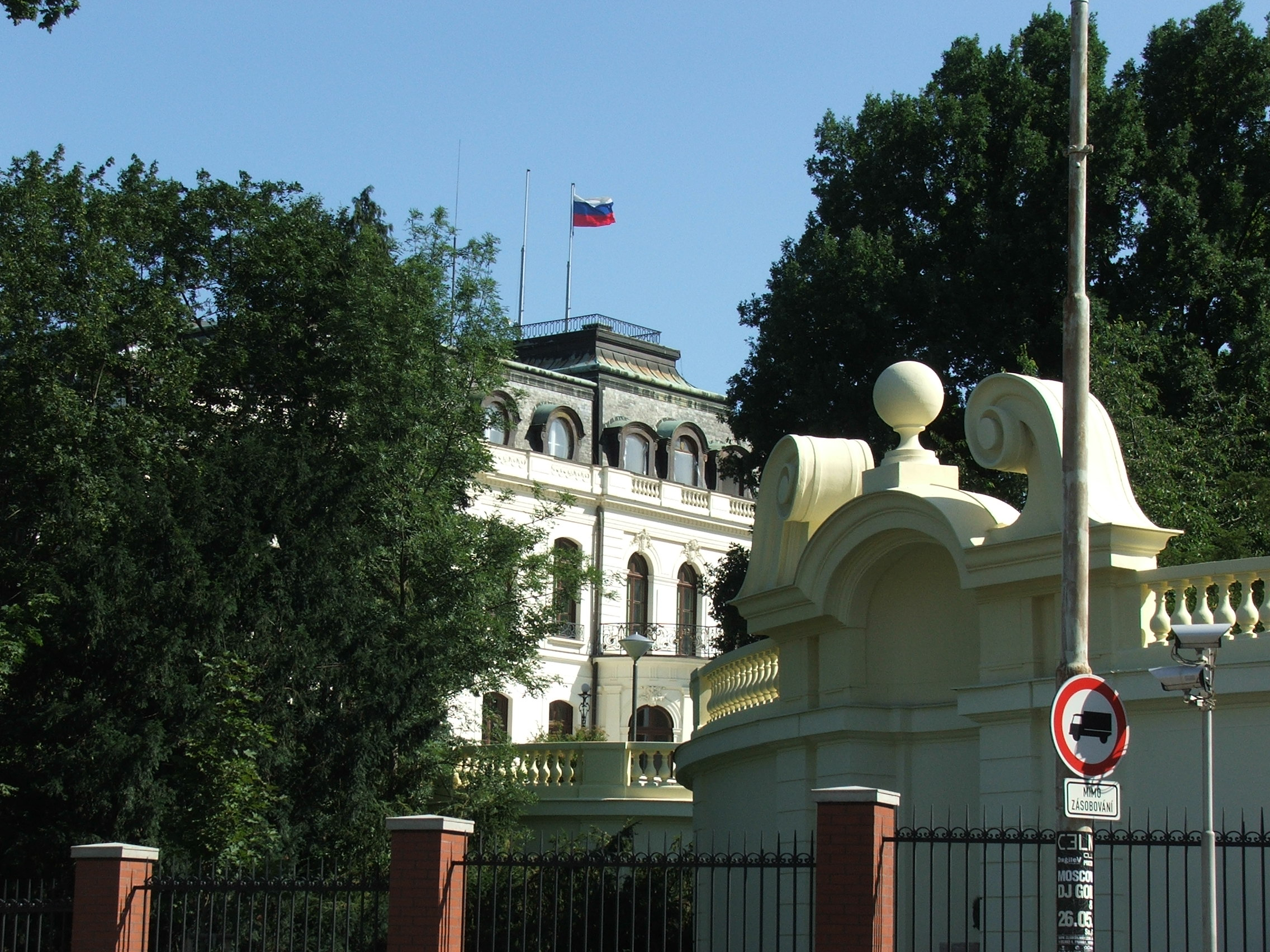
Oroszország prágai nagykövetsége

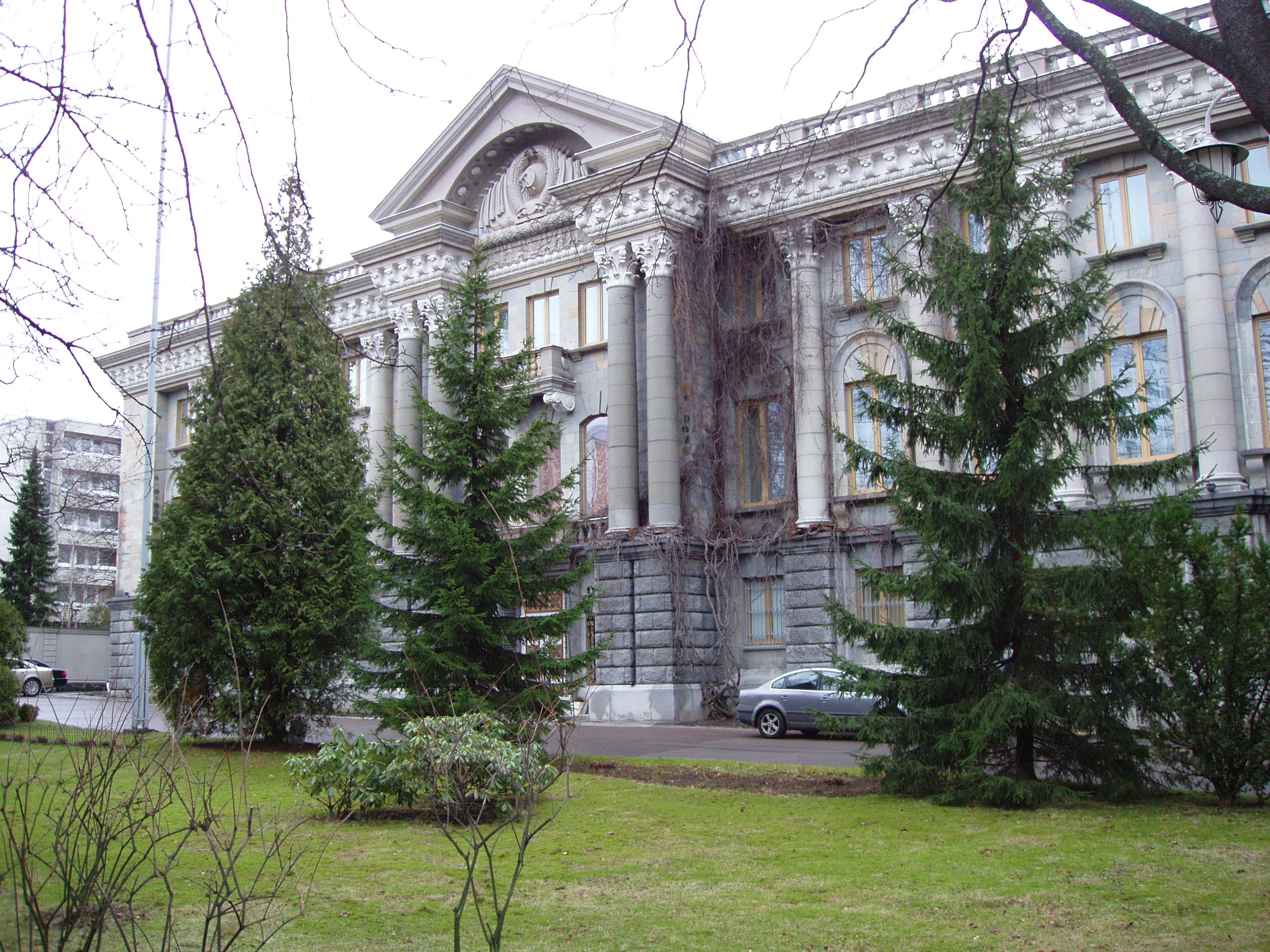
Nagykövetség Helsinkiben

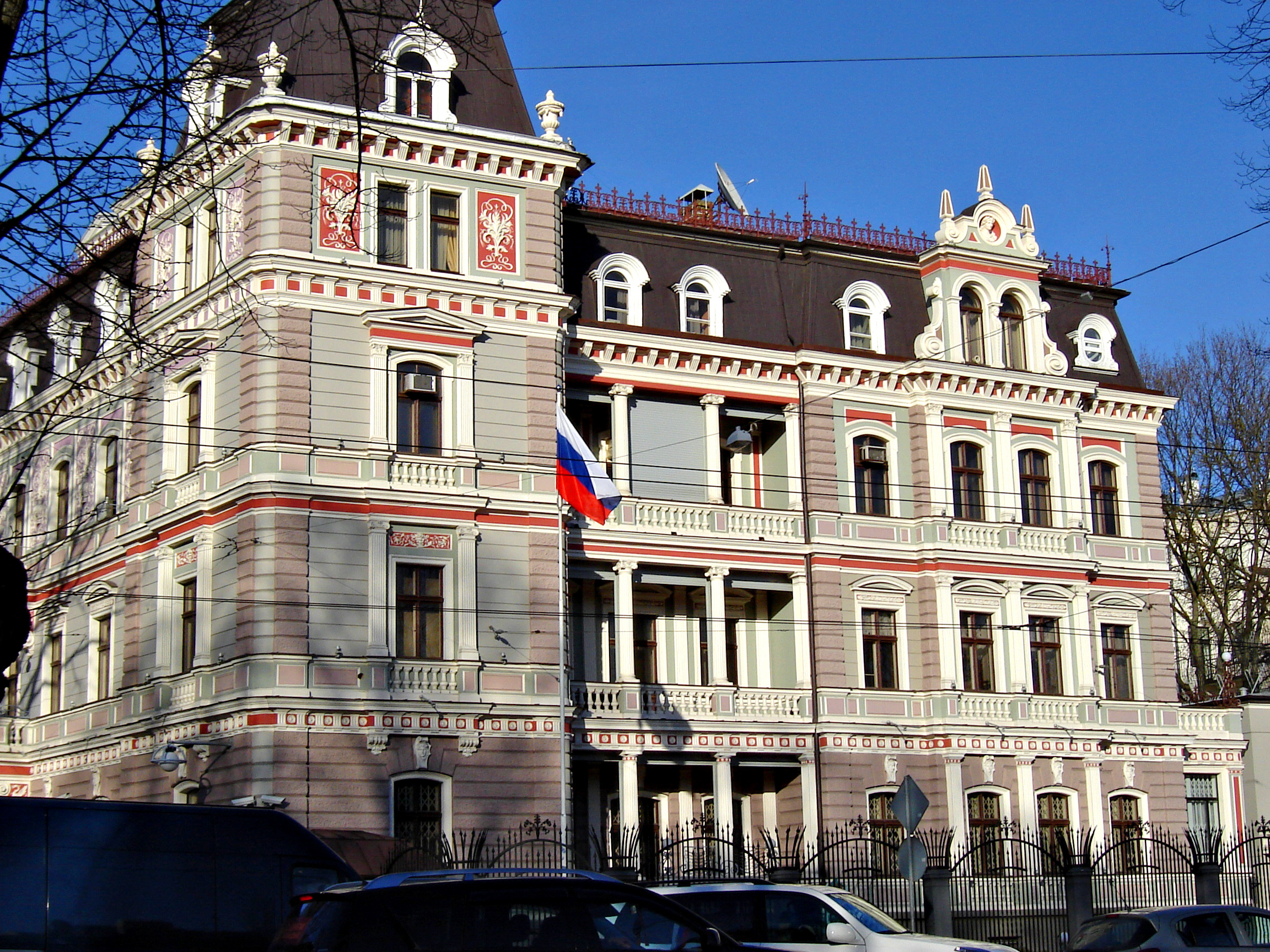
A rigai nagykövetség

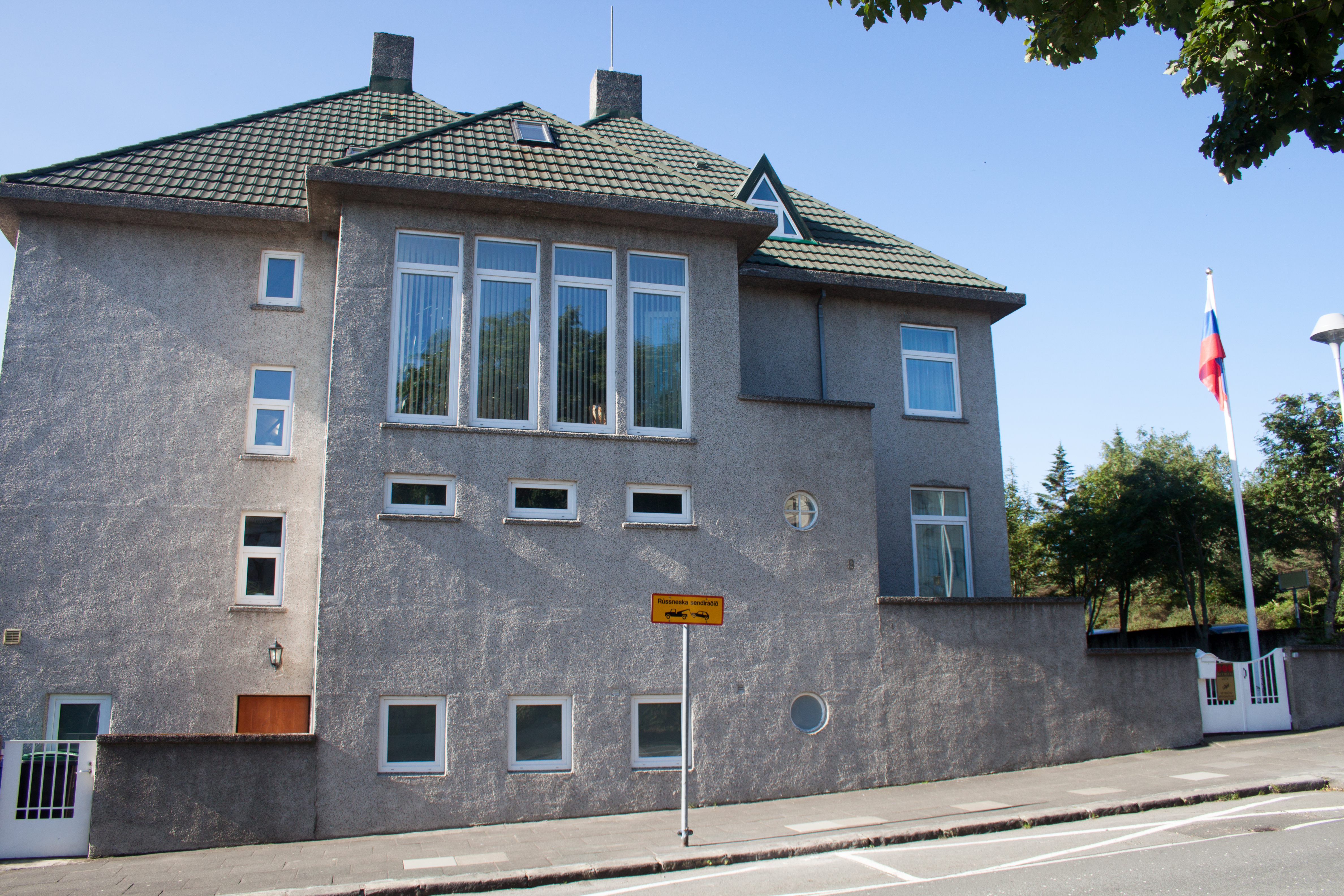
Orosz nagykövetség Reykjavíkban

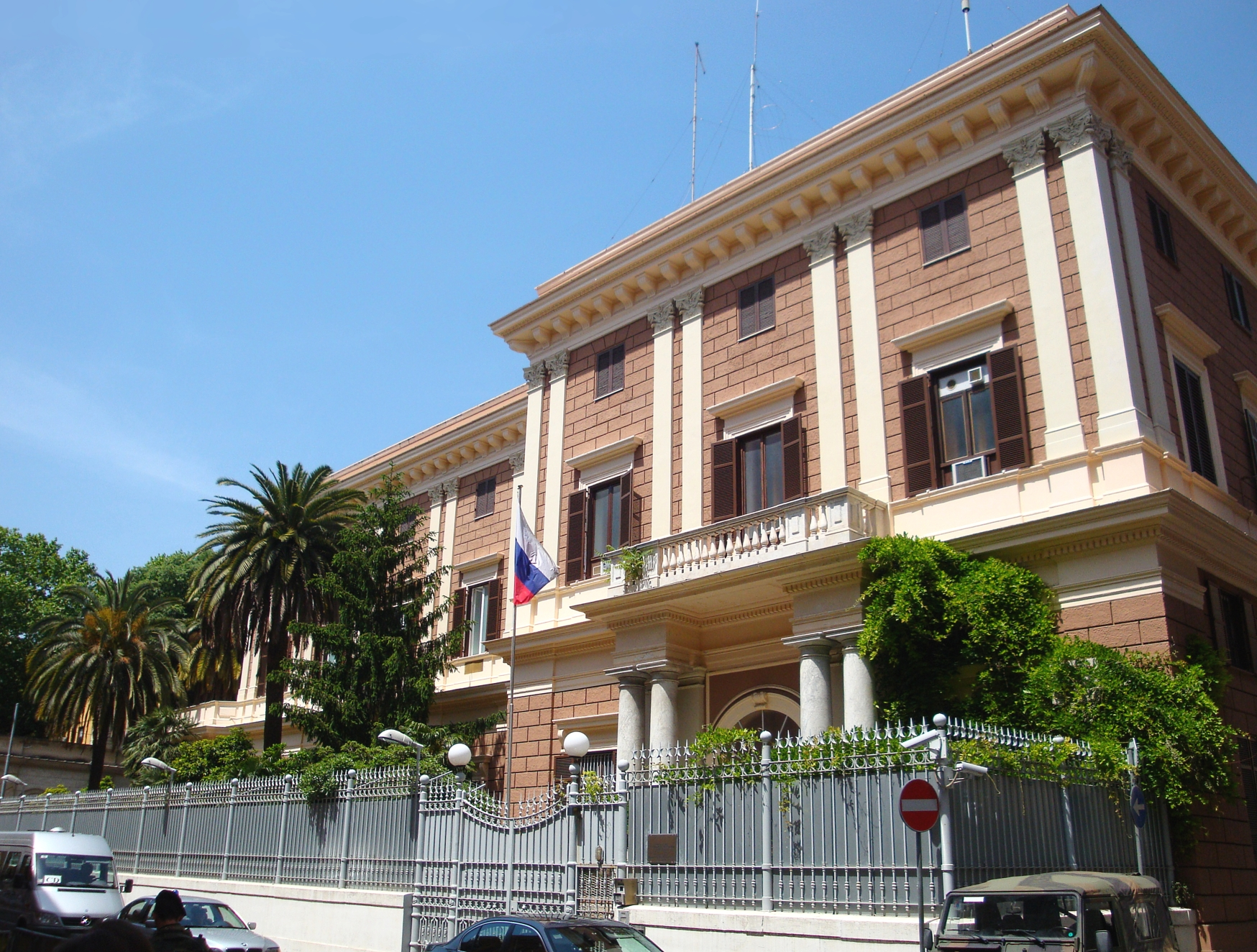
A római nagykövetség

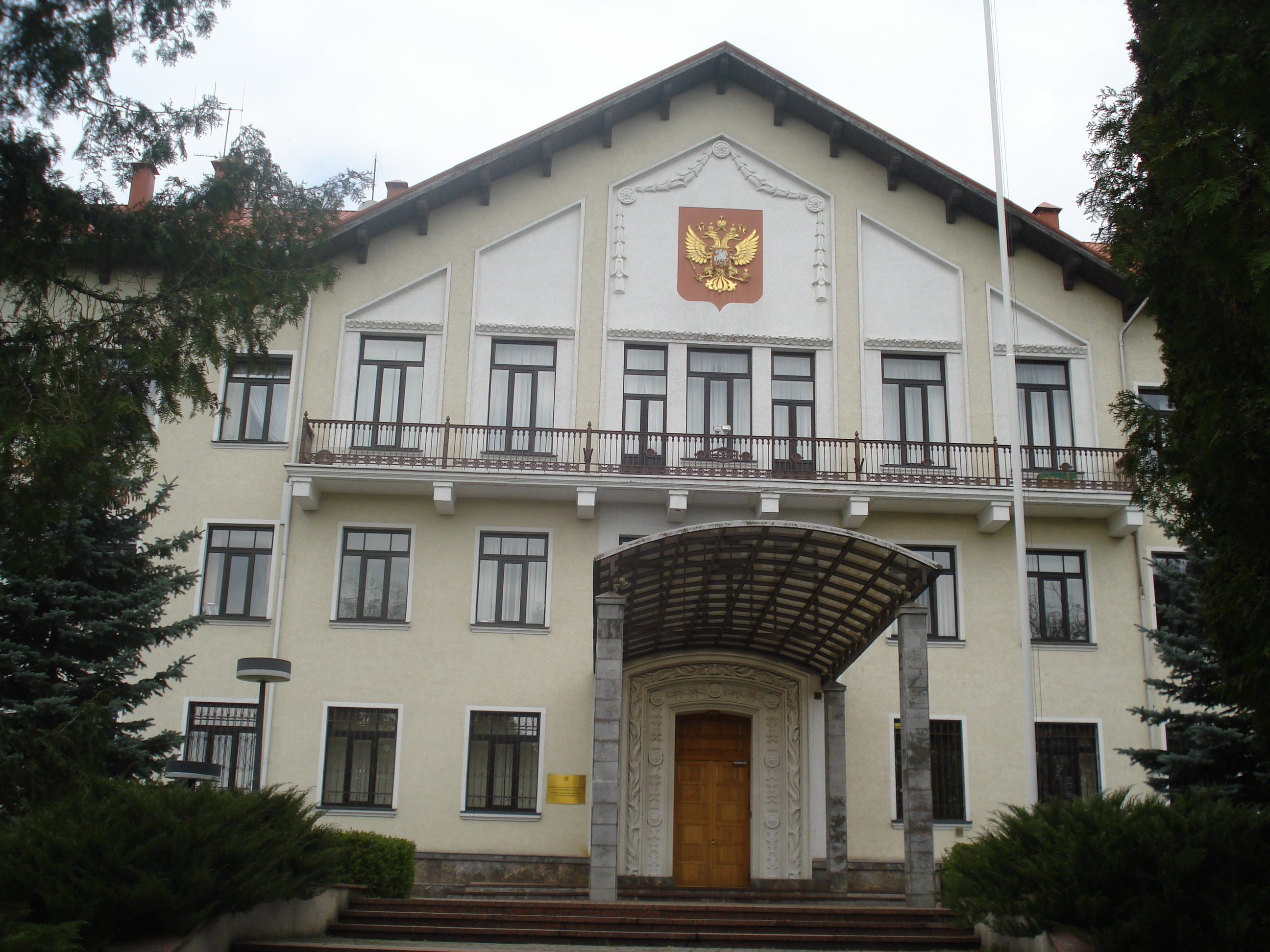
Nagykövetség Vilniusban

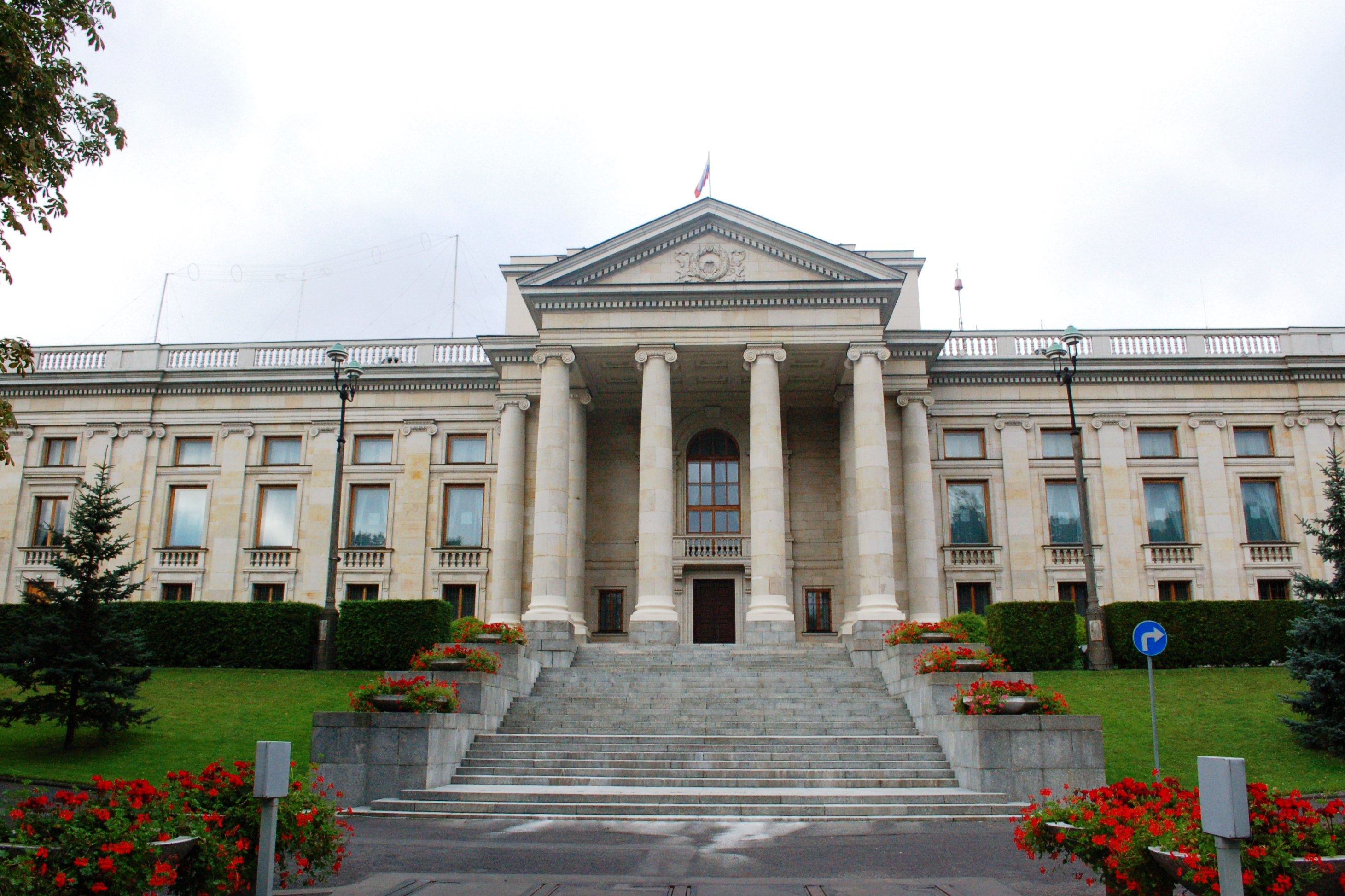
Oroszország varsói nagykövetsége

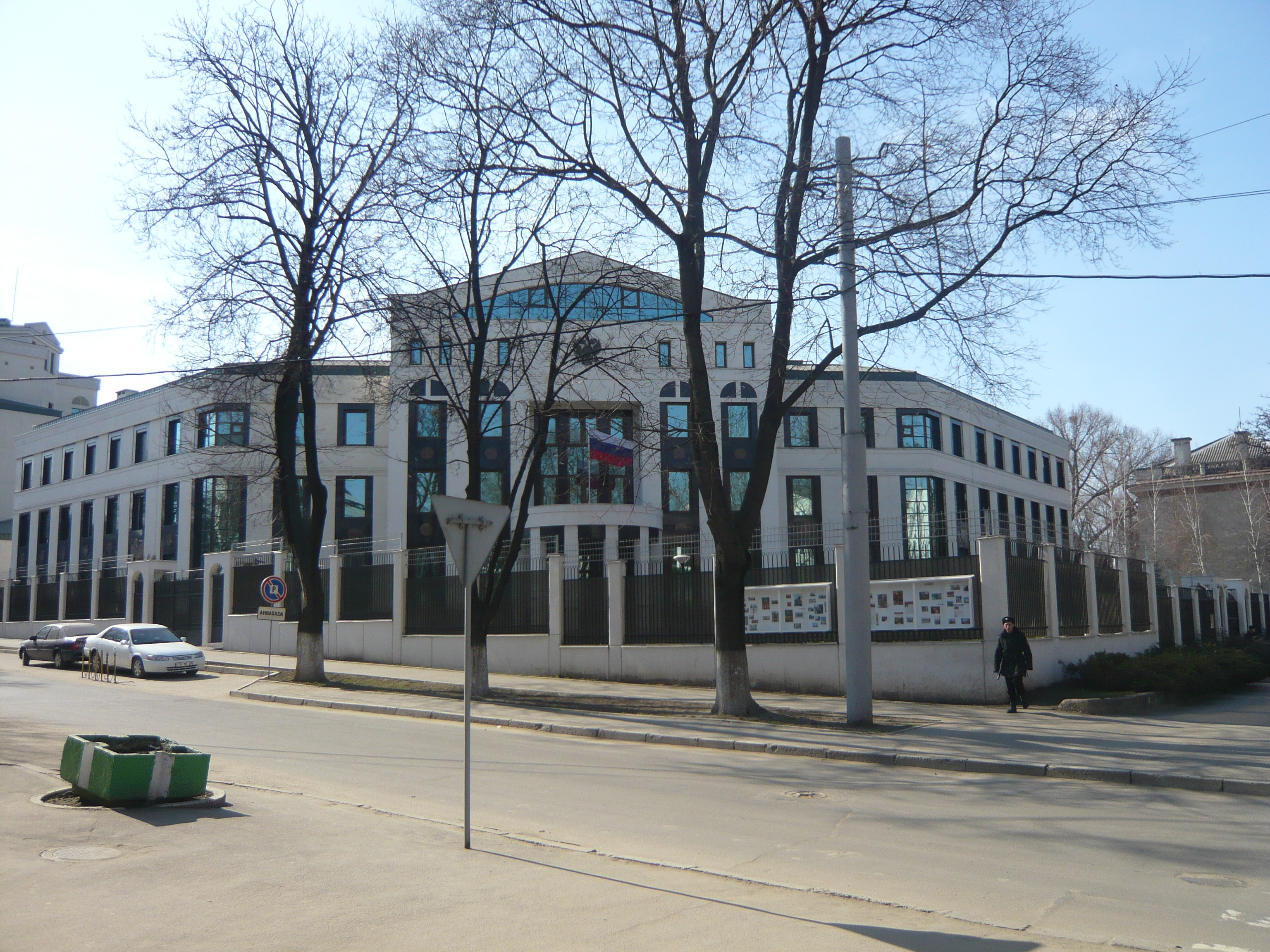
Nagykövetség Chișinăuban

- Albánia, Tirana: nagykövetség
- Apostoli Szentszék, Róma: nagykövetség[1]
- Ausztria, Bécs: nagykövetség
  - Salzburg: főkonzulátus
- Ausztria, Bécs: Oroszország állandó képviselete az EBESZ mellett
- Ausztria, Bécs: Oroszország állandó képviselete az ENSZ mellett
- Fehéroroszország, Minszk: nagykövetség
- Fehéroroszország, Minszk: Oroszország állandó képviselete a Független Államok Közössége mellett
  - Breszt: főkonzulátus
- Belgium, Brüsszel: nagykövetség
  - Antwerpen: főkonzulátus
- Belgium, Brüsszel: Oroszország Állandó Képviselete az Európai Unió mellett
- Bosznia-Hercegovina, Szarajevó: nagykövetség
- Bulgária, Szófia: nagykövetség
  - Rusze: főkonzulátus
  - Várna: főkonzulátus
- Ciprus, Nicosia: nagykövetség
- Csehország, Prága: nagykövetség
  - Brno: főkonzulátus
  - Karlovy Vary: főkonzulátus
- Dánia, Koppenhága: nagykövetség
- Egyesült Királyság, London: nagykövetség
  - Edinburgh: főkonzulátus
- Észak-Macedónia, Szkopje: nagykövetség
  - Bitola: főkonzulátus
- Észtország, Tallinn: nagykövetség
  - Narva: főkonzulátus
  - Tartu: konzuli iroda
- Finnország, Helsinki: nagykövetség
  - Lappeenranta: konzuli iroda
  - Mariehamn: konzulátus
  - Turku: főkonzulátus
- Franciaország, Párizs: nagykövetség
  - Marseille: főkonzulátus
  - Strasbourg: főkonzulátus
- Franciaország, Párizs: Oroszország állandó képviselete az UNESCO mellett
- Franciaország, Strasbourg: Oroszország állandó képviselete az Európa Tanács mellett
- Görögország, Athén: nagykövetség
  - Szaloniki: főkonzulátus
- Horvátország, Zágráb: nagykövetség
- Izland, Reykjavík: nagykövetség
- Írország, Dublin: nagykövetség
- Magyarország, Budapest: nagykövetség
  - Debrecen: főkonzulátus
- Németország, Berlin: nagykövetség
  - Bonn: főkonzulátus
  - Frankfurt am Main: főkonzulátus
  - Hamburg: főkonzulátus
  - Lipcse: főkonzulátus
  - München: főkonzulátus
- Olaszország, Róma: nagykövetség
  - Genova: főkonzulátus
  - Milánó: főkonzulátus
  - Palermo: főkonzulátus
- Koszovó, Pristina: összekötő iroda
- Lettország Riga: nagykövetség
  - Daugavpils: főkonzulátus
  - Liepāja: főkonzulátus
- Litvánia, Vilnius: nagykövetség
  - Klaipėda: főkonzulátus
- Luxemburg, Luxembourg: nagykövetség
- Málta, Valletta: nagykövetség
- Moldova, Chișinău: nagykövetség
- Montenegró, Podgorica: nagykövetség
- Hollandia, Hága: nagykövetség
- Hollandia, Hága: állandó képviselet a Vegyifegyver-tilalmi Szervezet mellett
- Norvégia, Oslo: nagykövetség
  - Barentsburg: főkonzulátus
  - Kirkenes: főkonzulátus
- Lengyelország, Varsó: nagykövetség
  - Gdańsk: főkonzulátus
  - Krakkó: főkonzulátus
  - Poznań: főkonzulátus
- Portugália, Lisszabon: nagykövetség
- Románia, Bukarest: nagykövetség
  - Konstanca: főkonzulátus
- Szerbia, Belgrád: nagykövetség
- Szlovákia, Pozsony: nagykövetség
- Szlovénia, Ljubljana: nagykövetség
- Spanyolország, Madrid: nagykövetség
  - Barcelona: főkonzulátus
- Svédország, Bern: nagykövetség
  - Göteborg, főkonzulátus
- Svájc, Bern: nagykövetség
  - Genf, főkonzulátus
- Svájc, Genf: állandó képviselet a nemzetközi szervezetek mellett
- Törökország, Ankara: nagykövetség
  - Antalya, konzulátus
  - Isztambul, főkonzulátus
  - Trabzon, főkonzulátus
- Ukrajna, Kijev: nagykövetség
  - Harkiv, főkonzulátus
  - Lviv, főkonzulátus
  - Odessza, főkonzulátus

## Afrika
- Algéria, Algír: nagykövetség
  - Annába, főkonzulátus
- Angola, Luanda: nagykövetség
- Benin, Cotonou: nagykövetség
- Bissau-Guinea, Bissau: nagykövetség
- Botswana, Gaborone: nagykövetség

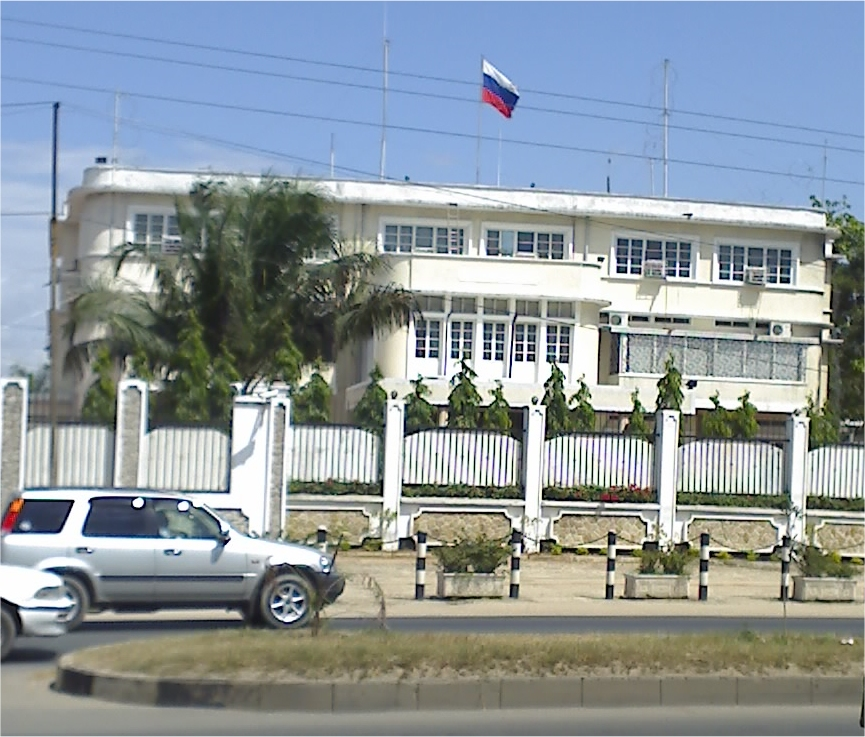
nagykövetség Dar es-Salaamban

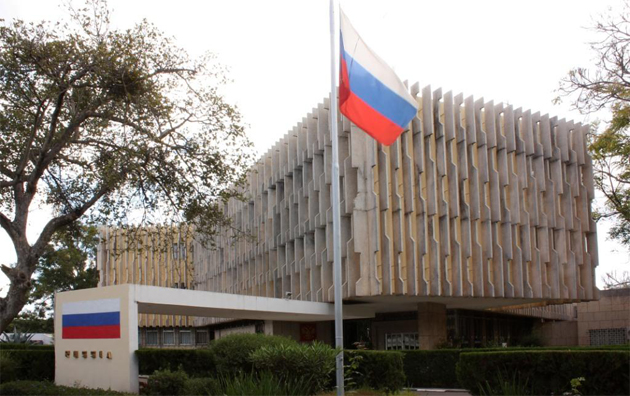
A lusakai nagykövetség

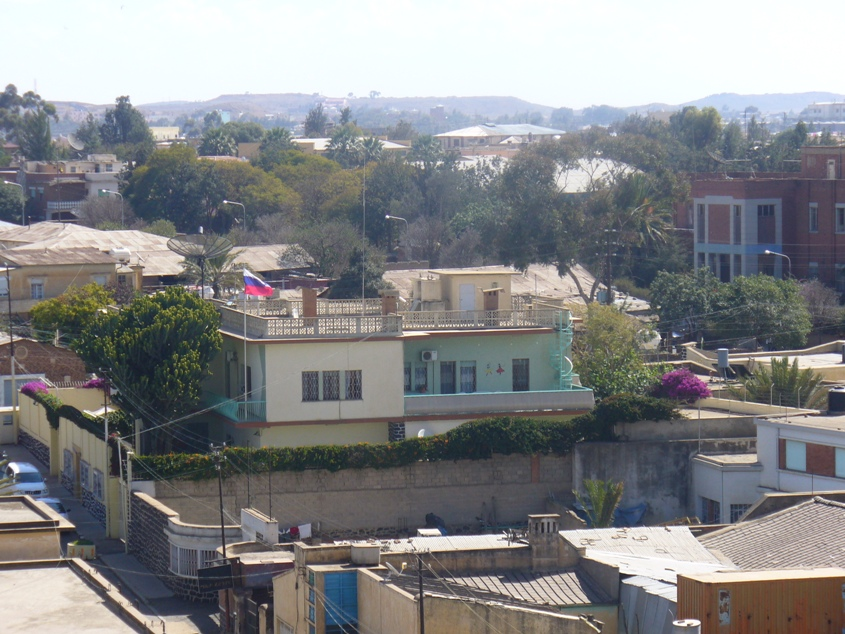
Oroszország aszmarai nagykövetsége

- Burundi, Bujumbura: nagykövetség
- Csád, N’Djamena: nagykövetség
- Dél-afrikai Köztársaság, Pretoria: nagykövetség
  - Fokváros, főkonzulátus
- Dzsibuti, Dzsibuti: nagykövetség
- Egyiptom, Kairó: nagykövetség
  - Alexandria, főkonzulátus
- Elefántcsontpart, Abidjan: nagykövetség
- Eritrea, Aszmara: nagykövetség
- Etiópia, Addisz-Abeba: nagykövetség
- Gabon, Libreville: nagykövetség
- Ghána, Accra: nagykövetség
- Guinea, Conakry: nagykövetség
- Kamerun, Douala: nagykövetség
- Kenya, Nairobi: nagykövetség
- Kongói Demokratikus Köztársaság, Kinshasa: nagykövetség
- Kongói Köztársaság, Brazzaville: nagykövetség
- Közép-afrikai Köztársaság, Bangui: nagykövetség
- Líbia, Tripoli: nagykövetség
- Madagaszkár, Antananarivo: nagykövetség
- Mali, Bamako: nagykövetség
- Marokkó, Rabat: nagykövetség
  - Casablanca, főkonzulátus
- Mauritánia, Nouakchott: nagykövetség
- Mauritius, Port Louis: nagykövetség
- Mozambik, Maputo: nagykövetség
- Namíbia, Windhoek: nagykövetség
- Nigéria, Abuja: nagykövetség
  - Lagos, főkonzulátus
- Ruanda, Kigali: nagykövetség
- Seychelle-szigetek, Victoria: nagykövetség
- Szenegál, Dakar: nagykövetség
- Szudán, Kartúm: nagykövetség
- Tanzánia, Dar es-Salaam: nagykövetség
- Tunézia, Tunisz: nagykövetség
- Uganda, Kampala: nagykövetség
- Zambia, Lusaka: nagykövetség
- Zimbabwe, Harare: nagykövetség
- Zöld-foki Köztársaság, Praia: nagykövetség

## Amerika

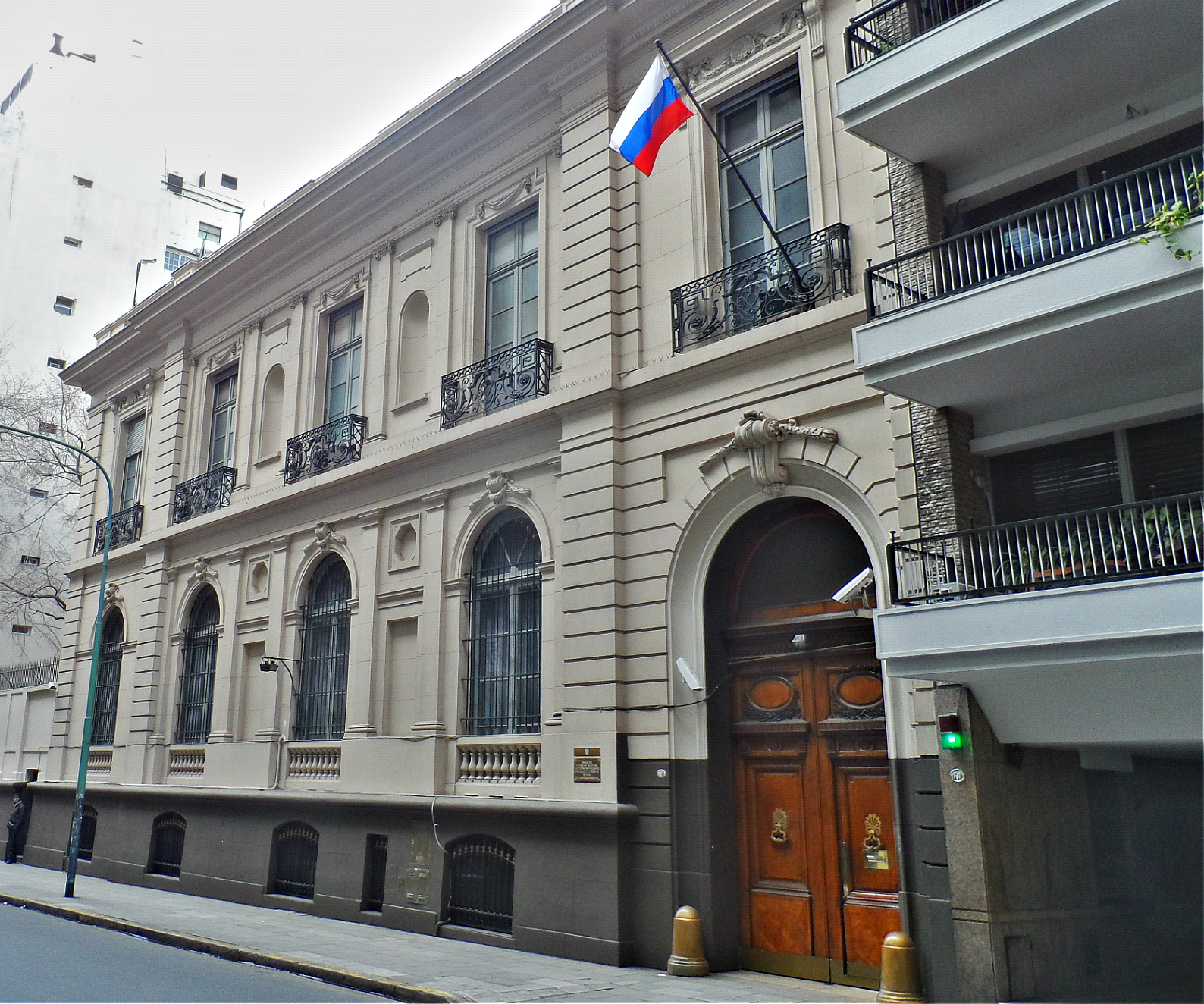
Nagykövetség Buenos Airesben

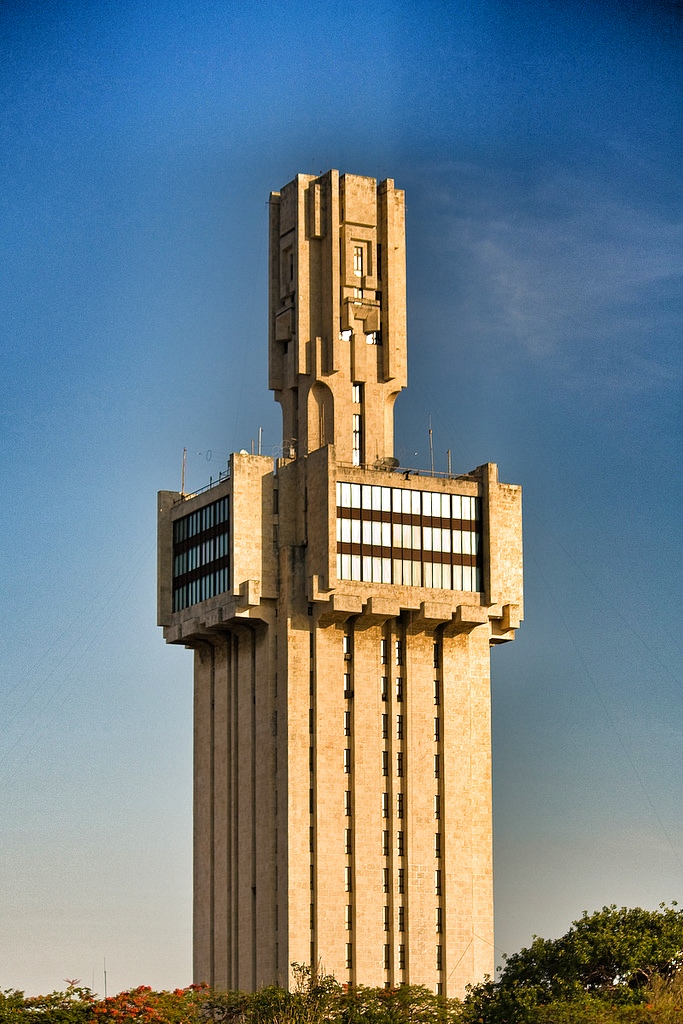
A havannai nagykövetség

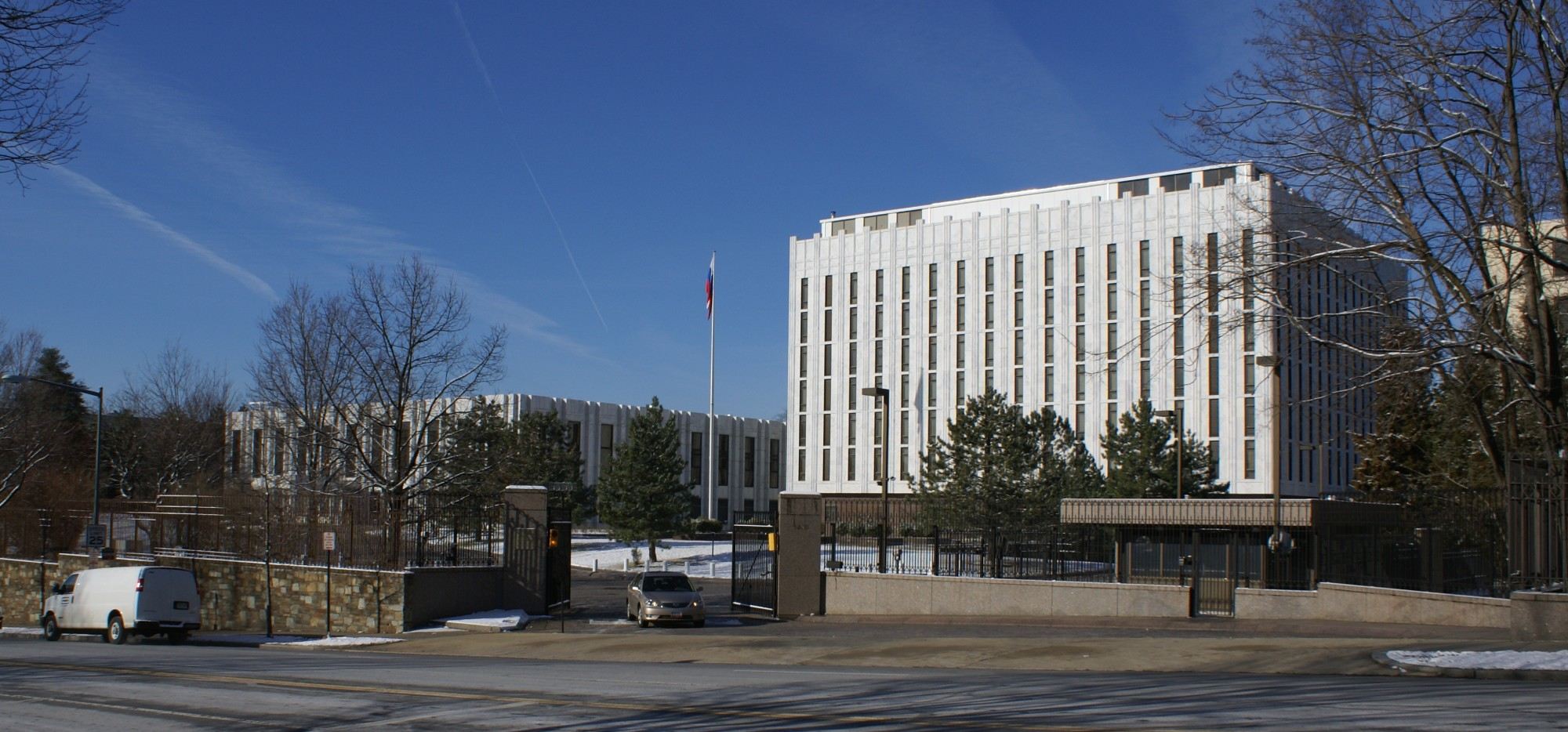
Az amerikai nagykövetség Washingtonban

- Amerikai Egyesült Államok, Washington: nagykövetség
- Amerikai Egyesült Államok, New York: Oroszország állandó képviselete az ENSZ mellett
  - Houston: főkonzulátus
  - New York: főkonzulátus
- Argentína, Buenos Aires: nagykövetség
- Bolívia, La Paz: nagykövetség
- Brazília, Brazíliaváros: nagykövetség
  - Rio de Janeiro: főkonzulátus
  - São Paulo: főkonzulátus
- Chile, Santiago de Chile: nagykövetség
- Costa Rica, San José de Costa Rica: nagykövetség
- Ecuador, Quito: nagykövetség
- Guatemala, Guatemalaváros: nagykövetség
- Guyana, Georgetown: nagykövetség
- Jamaica, Kingston: nagykövetség
- Kanada, Ottawa: nagykövetség
  - Montréal: főkonzulátus
  - Toronto: főkonzulátus
- Kolumbia, Bogotá: nagykövetség
- Kuba, Havanna: nagykövetség
  - Santiago de Cuba: főkonzulátus
- Mexikó, Mexikóváros: nagykövetség
- Nicaragua, Managua: nagykövetség
- Panama, Panamaváros: nagykövetség
- Paraguay, Asunción: nagykövetség
- Peru, Lima: nagykövetség
- Uruguay, Montevideo: nagykövetség
- Venezuela, Caracas: nagykövetség

## Ausztrália és Óceánia
- Ausztrália, Canberra: nagykövetség
  - Sydney: főkonzulátus

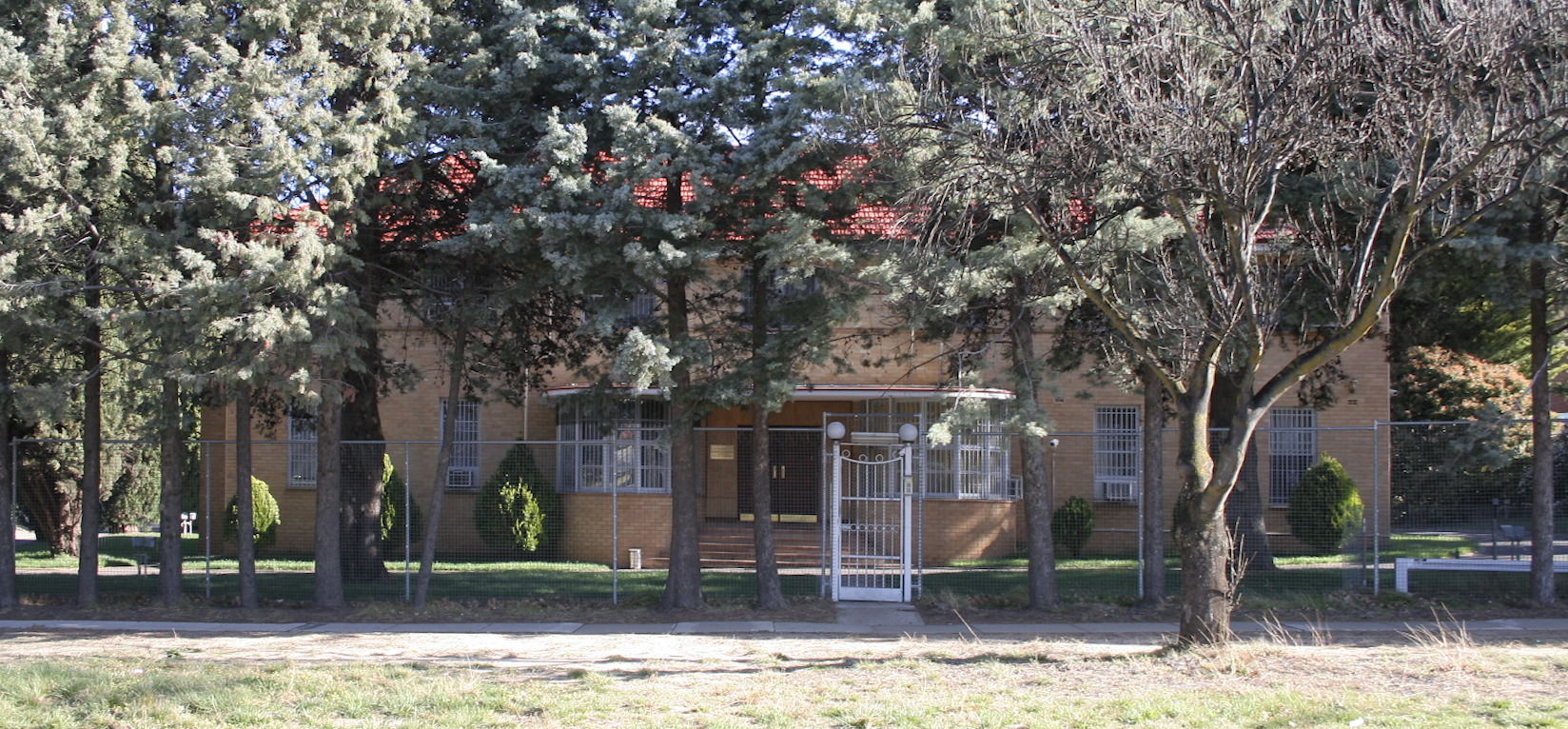
A canberrai nagykövetség

- Új-Zéland, Wellington: nagykövetség

## Ázsia
- Abházia, Szuhumi: nagykövetség
- Afganisztán, Kabul: nagykövetség
  - Mazár-e Sarif: főkonzulátus
- Azerbajdzsán, Baku: nagykövetség
- Bahrein, Manáma: nagykövetség
- Banglades, Dakka: nagykövetség
  - Csittagong: főkonzulátus

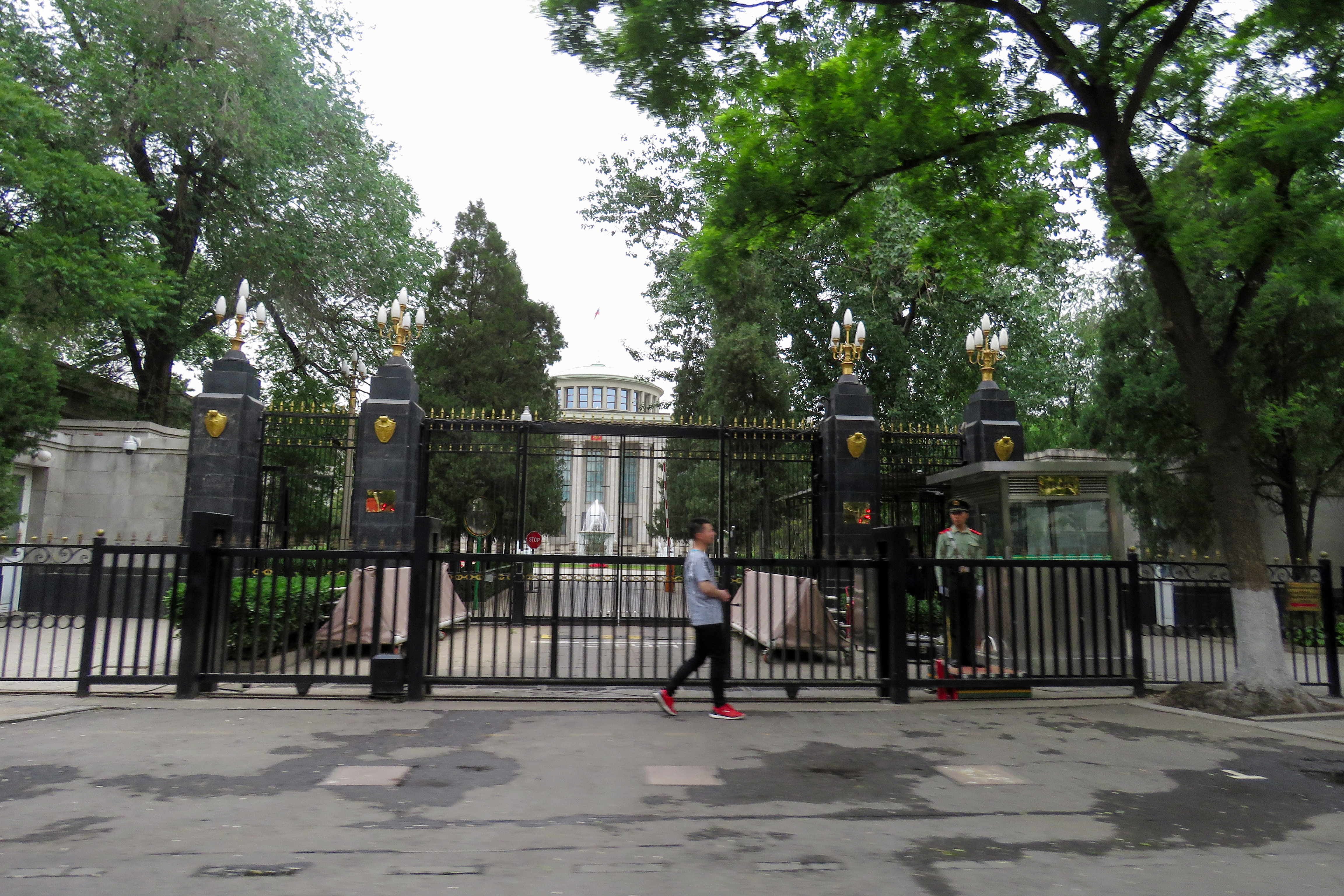
Nagykövetség Pekingben

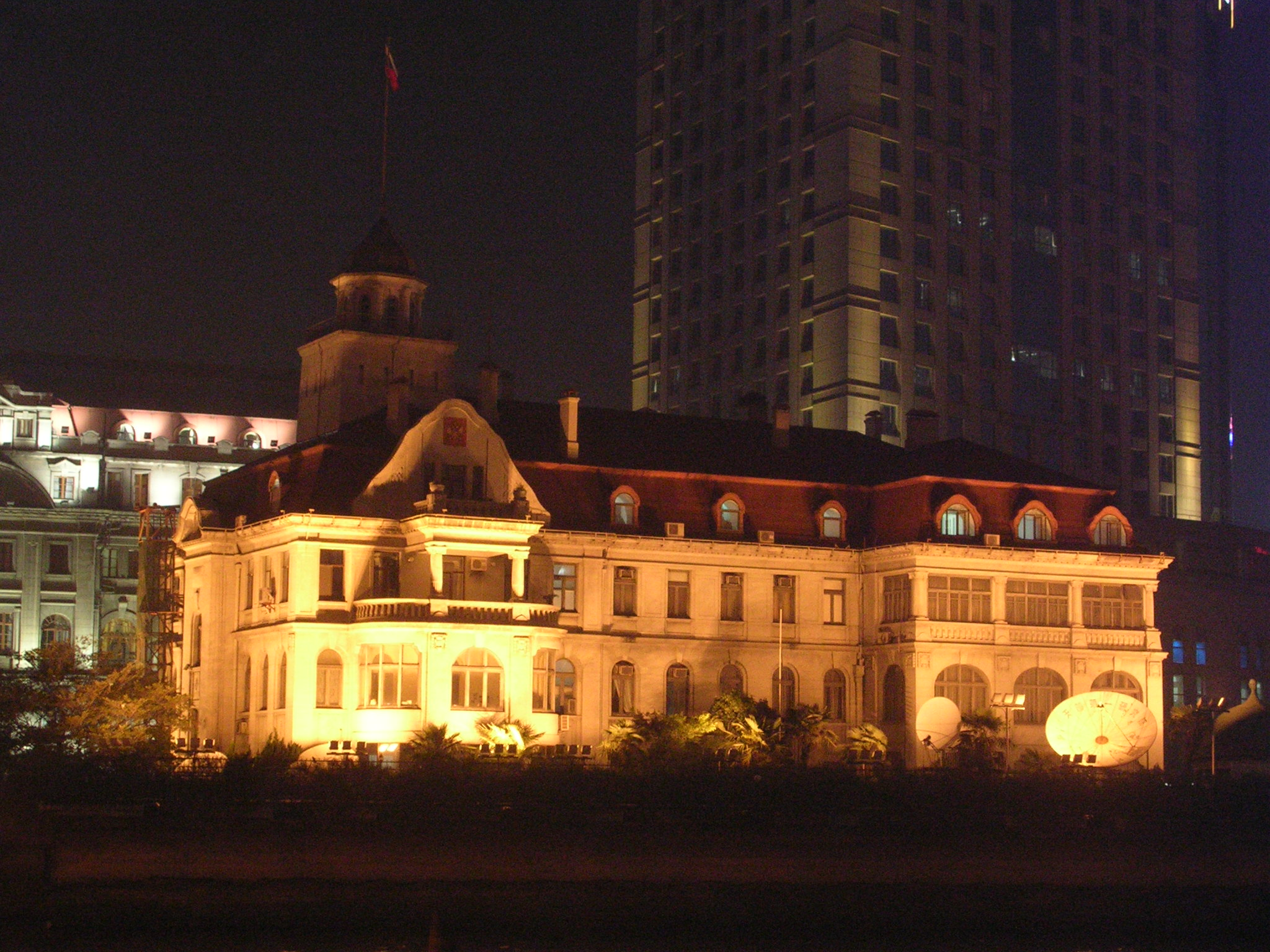
sanghaji főkonzulátus

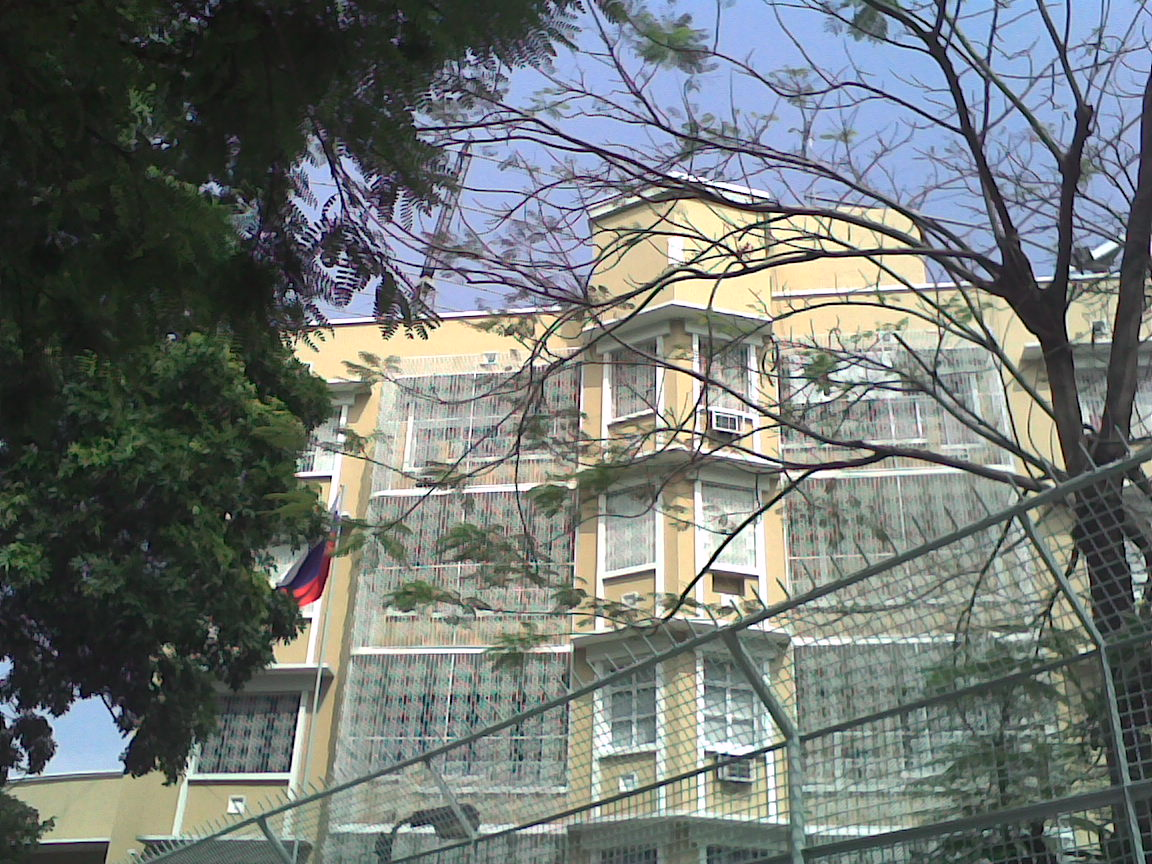
Főkonzulátus Ho Si Minh-városban

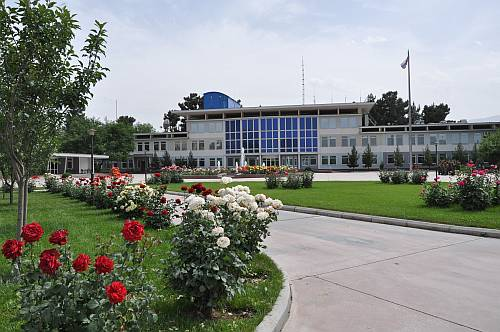
Kabuli nagykövetség

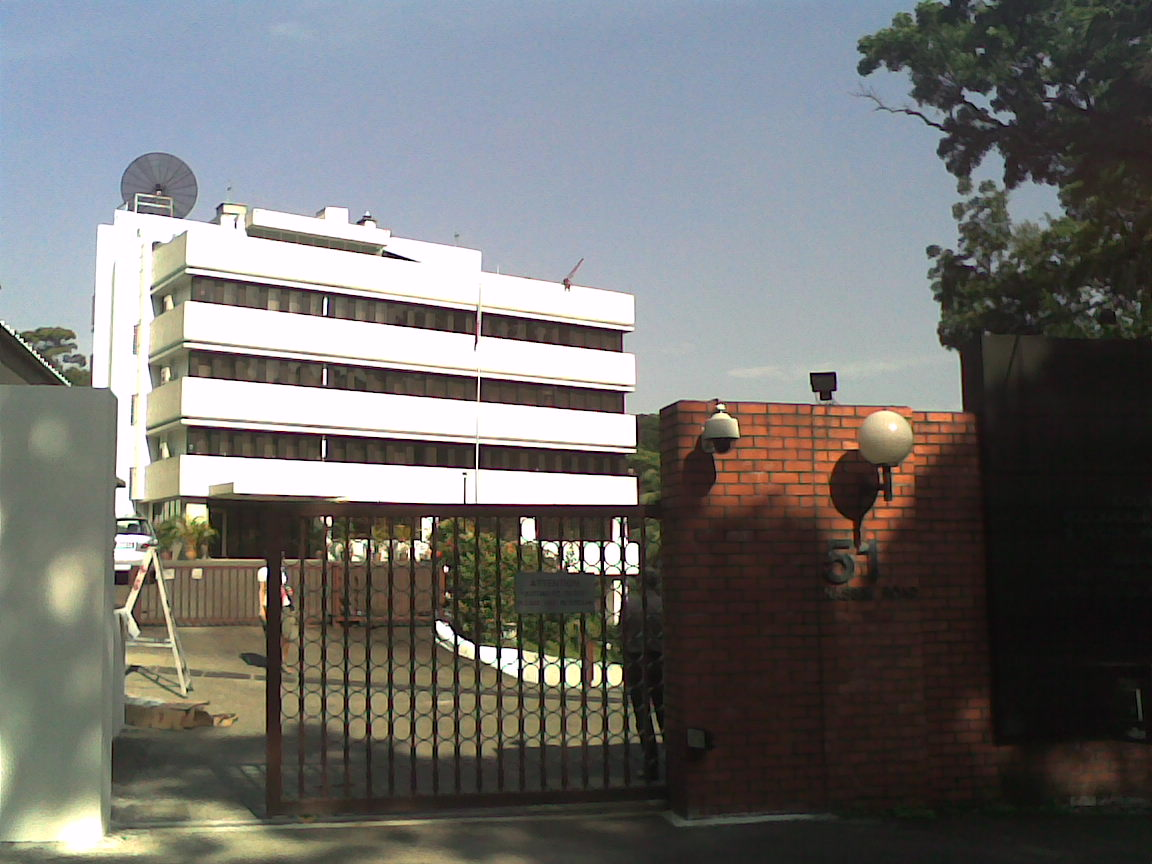
Nagykövetség Szingapúrban

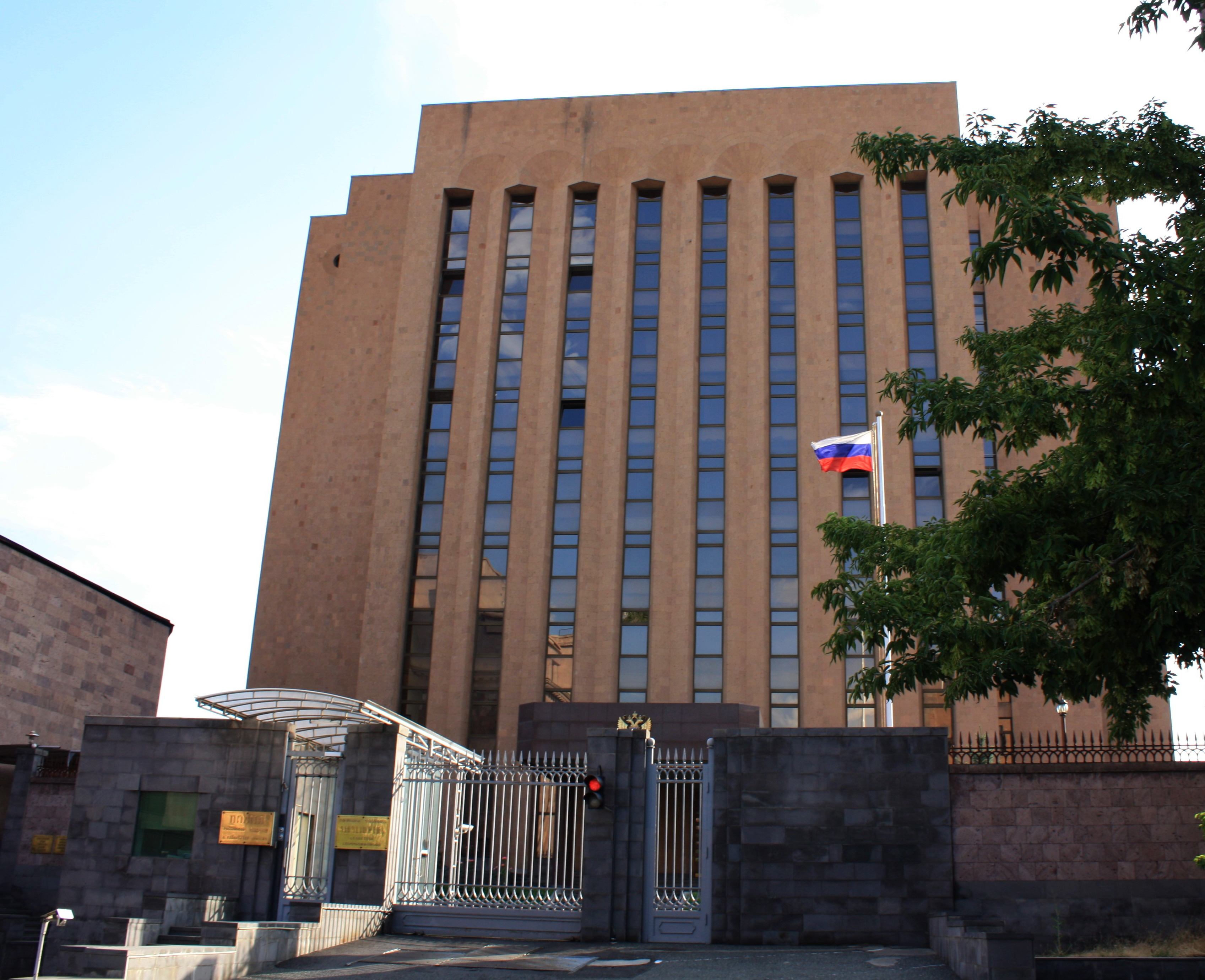
Jereváni nagykövetség

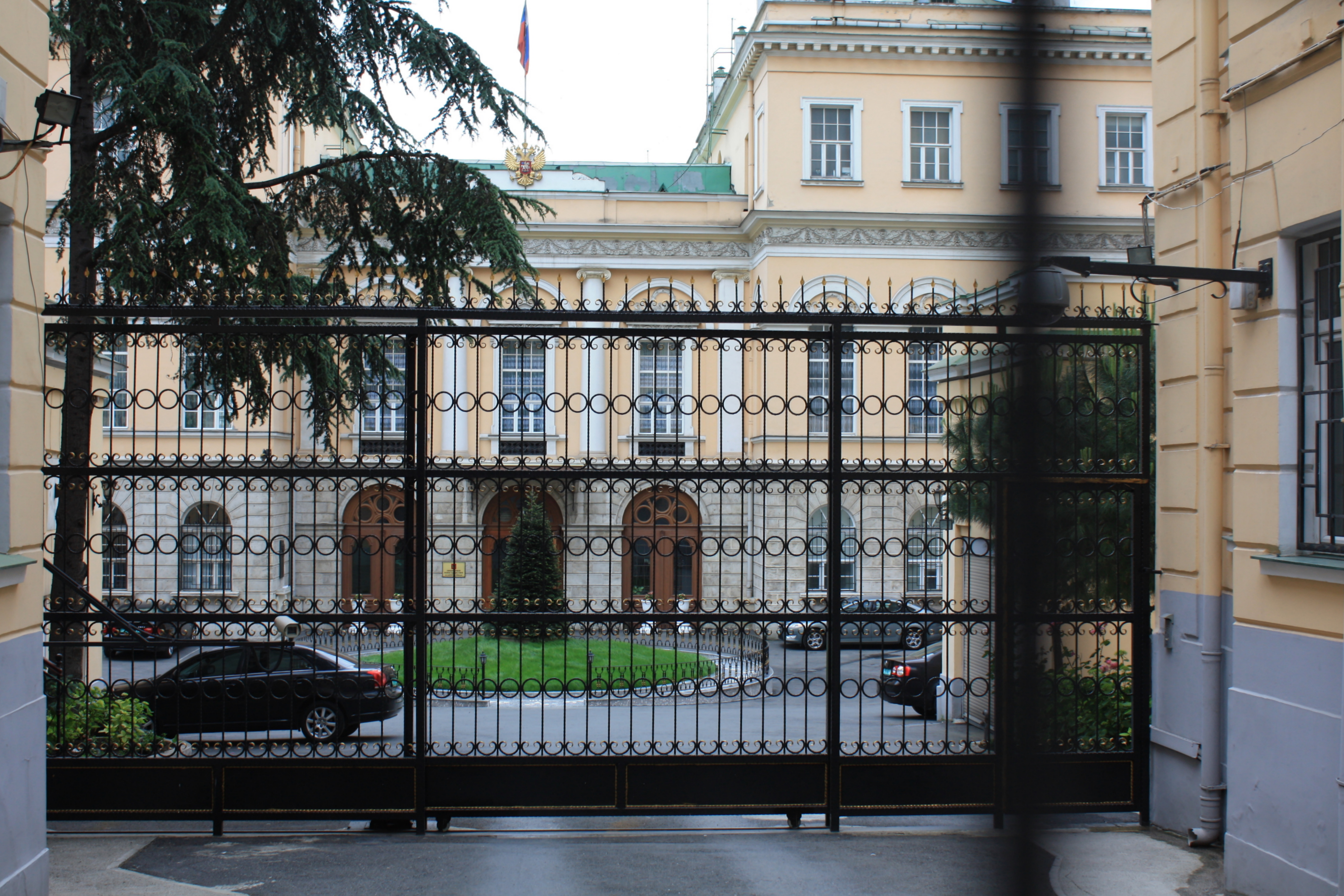
Az isztambuli főkonzulátus

- Brunei, Bandar Seri Begawan: nagykövetség
- Dél-Korea, Szöul: nagykövetség
  - Puszan: főkonzulátus
- Dél-Oszétia, Chinvali: nagykövetség
- Észak-Korea, Phenjan: nagykövetség
  - Cshongdzsin: főkonzulátus
- Egyesült Arab Emírségek, Abu-Dzabi: nagykövetség
  - Dubaj: főkonzulátus
- Fülöp-szigetek, Manila: állandó képviselet
  - Cebu: főkonzulátus
- Grúzia, Tbiliszi: érdekvédelmi képviselet[2]
- Kambodzsa, Phnompen: nagykövetség
- Katar, Doha: nagykövetség
- Kína, Peking: nagykövetség
  - Hongkong: főkonzulátus
  - Kanton: főkonzulátus
  - Sanghaj: főkonzulátus
  - Senjang: főkonzulátus
  - Vuhan: főkonzulátus
- Örményország, Jereván: nagykövetség
  - Gjumri: főkonzulátus
- India, Delhi: nagykövetség
  - Csennai: főkonzulátus
  - Kolkata: főkonzulátus
  - Mumbai: főkonzulátus
- Indonézia, Jakarta: nagykövetség
  - Denpasar: főkonzulátus
- Irán, Teherán: nagykövetség
  - Iszfahán: főkonzulátus
  - Rast: főkonzulátus
- Irak, Bagdad: nagykövetség
  - Erbíl: főkonzulátus
- Izrael, Tel-Aviv: nagykövetség
  - Haifa: főkonzulátus
- Japán, Tokió: nagykövetség
  - Niigata: főkonzulátus
  - Oszaka: főkonzulátus
  - Szapporo: főkonzulátus
- Jemen Szanaa: nagykövetség
  - Áden: főkonzulátus
- Jordánia, Ammán: nagykövetség
- Kazahsztán, Nur-Szultan: nagykövetség
  - Almati: főkonzulátus
  - Oral: konzulátus
- Kuvait, Kuvaitváros: nagykövetség
- Kirgizisztán, Biskek: nagykövetség
  - Os: főkonzulátus
- Laosz, Vientián: nagykövetség
- Libanon, Bejrút: nagykövetség
- Malajzia, Kuala Lumpur: nagykövetség
- Mongólia, Ulánbátor: nagykövetség
  - Darhan: főkonzulátus
  - Erdenet: főkonzulátus
- Mianmar, Rangun: nagykövetség
- Nepál, Katmandu: nagykövetség
- Omán, Maszkat: nagykövetség
- Pakisztán, Iszlámábád: nagykövetség
  - Karacsi: főkonzulátus
- Palesztina, Rámalláh: nagykövetség
- Szaúd-Arábia, Rijád: nagykövetség
  - Dzsidda: főkonzulátus
- Szingapúr, Szingapúr: nagykövetség
- Srí Lanka, Colombo: nagykövetség
- Szíria, Damaszkusz: nagykövetség
- Tádzsikisztán, Dusanbe: nagykövetség
  - Hudzsand: főkonzulátus
- Thaiföld, Bangkok: nagykövetség
- Thaiföld, Bangkok: állandó képviselet az Ázsiai és Csendes-óceáni Gazdasági és Szociális Bizottság mellett
- Törökország, Ankara: nagykövetség
  - Antalya: konzulátus
  - Isztambul, főkonzulátus
  - Trabzon: főkonzulátus
- Türkmenisztán Aşgabat: nagykövetség
  - Türkmenbaşy: konzulátus
- Üzbegisztán Taskent: nagykövetség
- Vietnám Hanoi: nagykövetség
  - Đà Nẵng: főkonzulátus
  - Ho Si Minh-város: főkonzulátus